# Chassalia stenothyrsa
Chassalia stenothyrsa är en måreväxtart som beskrevs av Cornelis Eliza Bertus Bremekamp. Chassalia stenothyrsa ingår i släktet Chassalia och familjen måreväxter. Inga underarter finns listade i Catalogue of Life.